# Klíny
Klíny település Csehországban, a Mosti járásban. Klíny Neuhausen/Erzgeb., Litvínov, Český Jiřetín, Meziboří és Nová Ves v Horách településekkel határos. Lakosainak száma 185 fő (2024. január 1.).

## Népesség
A település lakosságának változását az alábbi diagram mutatja:
| Lakosok száma | 518  | 420  | 358  | 150  | 108  | 115  | 119  | 143  | 170  | 185  |
|               | 1869 | 1900 | 1921 | 1961 | 1980 | 2011 | 2016 | 2019 | 2021 | 2024 |